# Liste der Kulturdenkmäler in Börsborn
In der Liste der Kulturdenkmäler in Börsborn sind alle Kulturdenkmäler der rheinland-pfälzischen Ortsgemeinde Börsborn aufgeführt. Grundlage ist die Denkmalliste des Landes Rheinland-Pfalz (Stand: 6. September 2022).

## Einzeldenkmäler
| Bezeichnung | Lage                               | Baujahr         | Beschreibung | Bild            |
| ----------- | ---------------------------------- | --------------- | --- | --------------- |
| Hofanlage   | Hauptstraße 21 Lage                | 19. Jahrhundert | Dreiseithof, 19. Jahrhundert; sandsteingegliedertes Quereinhaus, bezeichnet 1826, Ökonomie 1895, Schweineställe, Dunggrube, Bauerngarten | BW              |
| Glockenturm | Steinbacher Straße, bei Nr. 4 Lage | 1758            | Putzbau mit Zeltdach, 1758 | Fotos hochladen |